# Palazzo agenziale dell'Ospedale maggiore di Milano
Il palazzo agenziale dell'Ospedale maggiore di Milano è un edificio sito nel paese di Bertonico, nel basso lodigiano.

## Storia
L'edificio venne costruito nel 1750 per iniziativa dell'Ospedale maggiore di Milano, feudatario del paese di Bertonico e del territorio circostante, per ospitare gli uffici amministrativi e la raccolta dei prodotti agricoli.
Alla fine del XX secolo venne venduto; la nuova proprietà lo trasformò in un resort denominato «Villa Fabrizia». Nel frattempo, nel 1988 era stato posto sotto tutela ai sensi della legge 1089/1939.

## Caratteristiche
Il palazzo sorge al limite del paese, lungo l'antico terrazzo fluviale dell'Adda, sul luogo anticamente occupato da un castello. Ha aspetto massiccio, ingentilito da un portico centrale a quattro archi, accessibile dal giardino antistante attraverso una scala.
A fianco del palazzo sorge l'arsenale, costruzione a pianta quadrata con un grande cortile centrale adibito in passato a ricovero di attrezzi e di prodotti agricoli.

### Fonti
- Giacomo Carlo Bascapè e Carlo Perogalli (a cura di), Castelli della pianura lombarda, testo di Carlo Perogalli, Milano, Electa, 1960,  p. 144, ISBN non esistente, SBN SBL0028400.
- Mario Marubbi, Monumenti e opere d'arte nel basso Lodigiano, fotografie di Giuseppe Giudici, Meleti, Guardamiglio, Maleo, edito dalla Cassa Rurale ed Artigiana del Basso Lodigiano, 1987,  p. 19, ISBN non esistente, SBN MIL0576026.

### Ulteriori approfondimenti
- Santino Langé, Ville della provincia di Milano. Lombardia 4, Milano, SISAR, 1972,  p. 261, ISBN non esistente, SBN MIL0194097.